# Nyctanolis pernix
Nyctanolis pernix is een salamander uit de familie longloze salamanders (Plethodontidae). De soort werd voor het eerst wetenschappelijk beschreven door Paul Elias & David Burton Wake in 1983. Het is de enige soort uit het geslacht Nyctanolis.

## Uiterlijke kenmerken
Veel longloze salamanders hebben relatief korte ledematen, deze soort is te herkennen aan de juist zeer lange poten. Het lichaam is langwerpig en smal, ook de staart is relatief lang en rond in doorsnede, deze soort kan behoorlijk lang worden. Een ander typisch kenmerk zijn de extreem uitpuilende ogen. De basiskleur is zwart, op de bovenzijde zijn rode tot gele vlekjes aanwezig van de oogleden tot de staartpunt.

## Algemeen
Nyctanolis pernix komt voor in Noord- en Midden-Amerika: in Mexico en Guatemala, waaronder in de Sierra de los Cuchumatanes. Er is niet veel bekend over de habitat en levenswijze. Veel exemplaren die voor onderzoek zijn gevangen werden aangetroffen onder mos en houtblokken. De dieren zijn voornamelijk actief gedurende de schemering onder vochtige of regenachtige omstandigheden.